# Dissent Channel

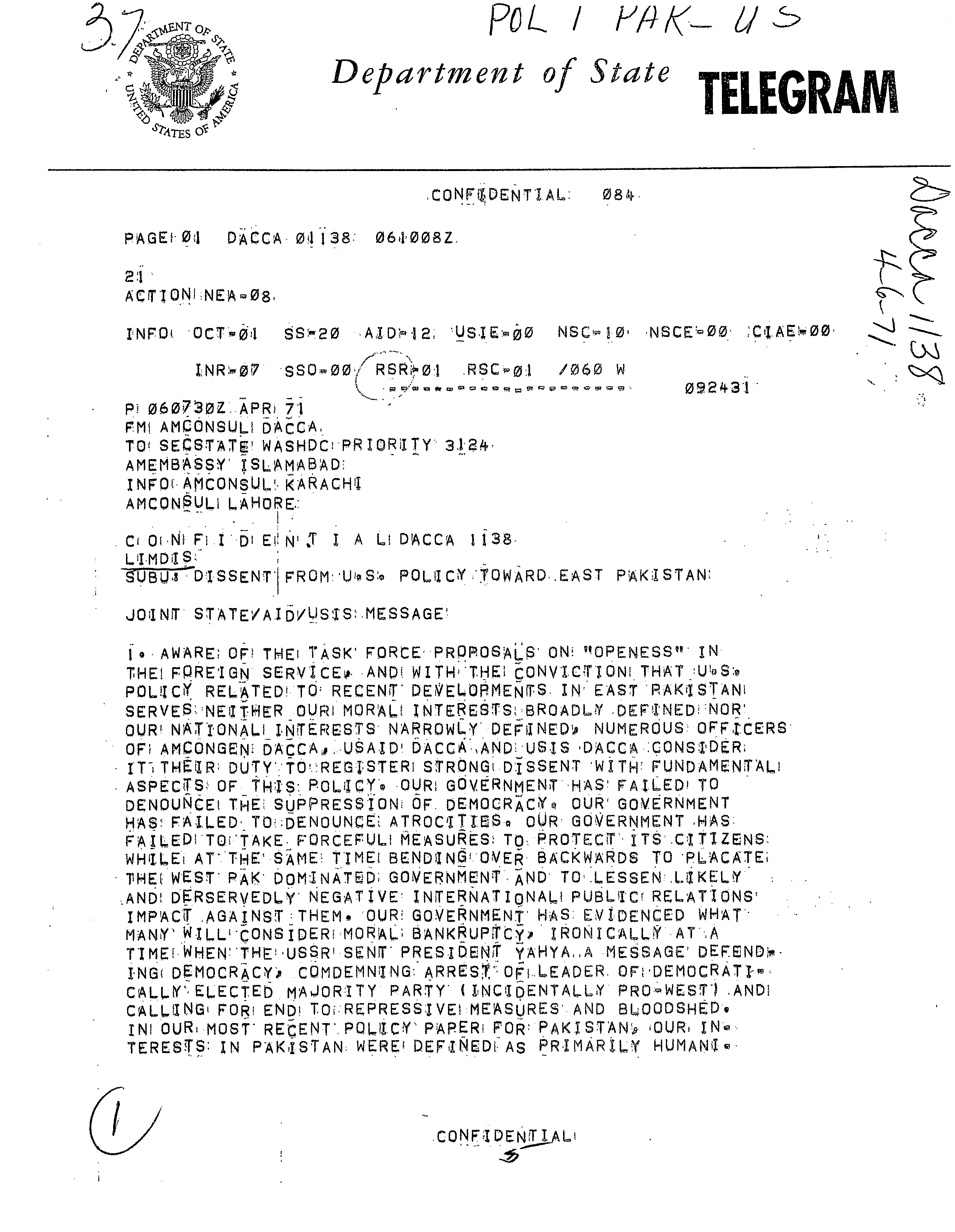
Bức điện báo của nhà ngoại giao Archer Blood, chỉ trích Hoa Kỳ không can thiệp vào cuộc diệt chủng Bangladesh của quân đội Pakistan

Dissent Channel là một diễn đàn cho phép nhân viên ngoại giao và những nhân viên người Mỹ khác làm việc tại Bộ Ngoại giao và Cơ quan Phát triển Quốc tế Hoa Kỳ phản biện chính sách của chính phủ Hoa Kỳ.
Được thiết lập vào năm 1971, Dissent Channel được dùng 123 lần trong 40 năm đầu tiên. Hiện tại, Dissent Channel được dùng từ bốn đến năm lần mỗi năm. Nhiều chính sách ngoại giao của Hoa Kỳ đã bị chỉ trích trên Dissent Channel. Năm 1971, Archer Blood gửi bức Điện báo Blood, chỉ trích việc Hoa Kỳ ủng hộ nhà độc tài Pakistan Yahya Khan, người chỉ đạo cuộc diệt chủng Bangladesh. Những bức điện khác chỉ trích việc Hoa Kỳ ủng hộ các chế độ độc tài, không can thiệp vào các cuộc khủng hoảng, diệt chủng và can thiệp vào các xung đột quân sự. Ví dụ: một bức điện phản bác năm 1992 phản đối việc Hoa Kỳ không can thiệp vào cuộc diệt chủng Bosnia, về sau được ghi nhận là dẫn đến Hòa ước Dayton. Bức điện phản bác có nhiều chữ ký nhất là bức điện chỉ trích Sắc lệnh 13769 của Donald Trump cấm công dân của bảy nước đa số Hồi giáo nhập cảnh Hoa Kỳ, với khoảng 1.000 chữ ký.
Các bức điện phản bác được lưu hành đến cấp cao trong Bộ Ngoại giao và được Văn phòng Hoạch định chính sách của Bộ Ngoại giao phản hồi. Bộ Ngoại giao có chính sách bảo vệ nhà ngoại giao dùng Dissent Channel khỏi trả đũa, nhưng một vài người do dự sử dụng Dissent Channel vì lo sợ sẽ ảnh hưởng đến việc thăng chức.

## Lịch sử
Dissent Channel được thiết lập vào năm 1971 theo đề xuất của Bộ trưởng Ngoại giao William P. Rogers nhằm giải quyết mối lo ngại rằng những quan điểm phản đối, ý kiến phê bình về Chiến tranh Việt Nam đang bị kiểm duyệt hoặc phớt lờ. Tháng 2 năm 1971, Bộ Ngoại giao chính thức quy định quyền phản bác của nhà ngoại giao trong Sổ tay Ngoại giao.
Phạm vi của Dissent Channel gồm "các ý kiến khác biệt, phản bác nghiêm túc về những chính sách ngoại giao quan trọng, không thể thông báo kịp thời và đầy đủ thông qua các kênh, thủ tục thông thường." Những ý kiến, quan điểm về những vấn đề quản lý, hành chính hoặc nhân sự không liên quan đáng kể đến những chính sách ngoại giao quan trọng không được đưa lên Dissent Channel. Các bức điện phản bác được trình lên cán bộ cấp cao của Văn phòng Hoạch định chính sách của Bộ Ngoại giao, phải được xác nhận chậm nhất là hai ngày và phải được phản hồi chậm nhất là 60 ngày.
Bộ Ngoại giao có chính sách bảo vệ nhà ngoại giao dùng Dissent Channel; Sổ tay Ngoại giao quy định "nghiêm cấm trả đũa người dùng Dissent Channel." Tuy nhiên, nhiều người không dùng Dissent Channel vì lo sợ bị trả đũa. Một nghiên cứu năm 2020 của tổ chức phi lợi nhuận Project on Government Oversight về việc sử dụng các kênh phản đối nội bộ của Bộ Ngoại giao và năm cơ quan liên bang khác cho thấy hầu hết các kênh có tần suất sử dụng không thường xuyên và bị coi là không hiệu quả, trong khi nhiều cán bộ lo sợ bị trả đũa vì sử dụng kênh phản đối nội bộ.
Từ năm 1971 đến năm 2011, Dissent Channel được dùng 123 lần. Dissent Channel được dùng nhiều nhất vào năm 1971 khi 28 bức điện phản bác được gửi dưới thời Tổng thống Jimmy Carter, khi việc dùng Dissent Channel được khuyến khích. Dưới thời Tổng thống Ronald Reagan, số lượng điện báo phản bác giảm mạnh xuống 15 bức vào năm 1981 và chỉ năm bức vào năm 1982, do quan điểm tại "các đại sứ quán Hoa Kỳ trên khắp thế giới... rằng Reagan và Bộ Ngoại giao không cởi mở với các ý kiến bất đồng với đánh giá của đại sứ," và sự nghiệp của nhà ngoại giao có thể bị ảnh hưởng. Ví dụ: một vài nhà ngoại giao cho rằng việc dùng Dissent Channel làm giảm khả năng được bổ nhiệm làm đại sứ. Vào thập niên 2010, Dissent Channel được dùng từ bốn đến năm lần mỗi năm.

## Những bức điện phản bác nổi bật
Một số bức điện phản bác nổi tiếng bao gồm:
- Tháng 3 năm 1971, Archer Blood, tổng lãnh sự Hoa Kỳ ở Dhaka, cùng với 28 nhà ngoại giao Hoa Kỳ khác gửi bức Điện báo Blood, chỉ trích Hoa Kỳ ủng hộ nhà độc tài Pakistan Yahya Khan, người chỉ đạo cuộc diệt chủng Bangladesh.[6][12]
- Năm 1971, một bức điện phản bác chỉ trích Hoa Kỳ không can thiệp vào Burundi nhằm ngăn chặn cuộc thảm sát bộ tộc Hutu và cho rằng đang có cuộc diệt chủng tại Burundi.[13]
- Năm 1972, một bức điện phản bác chỉ trích Chiến dịch Linebacker vì "trái với tinh thần và thậm chí văn tự của chính sách rút khỏi Chiến tranh Việt Nam của chúng ta."[13]
- Tháng 7 năm 1972, nhà ngoại giao Alexander Peaslee gửi một bức điện phản bác tuyên bố ra khỏi ngành ngoại giao vì vụ Thảm sát Mỹ Lai và những tội ác khác của Hoa Kỳ ở Việt Nam.[13] Ông viết rằng "một trong những lý do nghỉ hưu ở tuổi 50 sau 29 năm phục vụ chính phủ là tôi không muốn dính líu với một chính phủ không thực hiện các biện pháp hiệu quả để ngăn chặn những tội ác quá giống với Đức Quốc Xã."[14]
- Năm 1978, một bức điện phản bác chỉ trích Hoa Kỳ ủng hộ chế độ độc tài của Somoza ở Nicaragua.[13]
- Năm 1982, một bức điện phản bác đề nghị chính phủ Hoa Kỳ không ủng hộ vô điều kiện chế độ của Tướng Efraín Ríos Montt ở Guatemala sau cuộc đảo chính.[13]
- Năm 1992, một bức điện phản bác chỉ trích Hoa Kỳ không can thiệp vào cuộc thảm sát Bosnia,[2][3] được ghi nhận là dẫn đến Hòa ước Dayton.[3]
- Năm 1994, bốn nhà ngoại giao chuyên nghiệp ở Đại sứ quán Hoa Kỳ tại Dublin gửi một bức điện phản bác chỉ trích việc Đại sứ Hoa Kỳ ở Ireland Jean Kennedy Smith cấp thị thực Hoa Kỳ cho Gerry Adams, lãnh đạo đảng Sinn Féin. Hai trong bốn tác giả bị Smith đánh giá công việc tiêu cực và loại khỏi những nhiệm vụ Đại sứ quán quan hệ với công việc họ.[15] Sau một cuộc điều tra, Thanh tra Bộ Ngoại giao xác định Smith đã trả đũa hai nhà ngoại giao[15] và "phê bình nghiêm khắc" bà.[16]
- Năm 2003, Ann Wright, đại biện Hoa Kỳ ở Mông Cổ, dùng Dissent Channel để phản đối cuộc tấn công Iraq năm 2003 sắp tới.[2][17] John Brady Kiesling, một nhà ngoại giao khác, cũng dùng Dissent Channel để bày tỏ quan điểm phản đối cuộc chiến.[18][19] Năm 2004, nhà ngoại giao Keith W. Mines ở Budapest gửi một bức điện phản bác cho rằng Liên Hợp Quốc nên giám sát thời kỳ chuyển tiếp chính trị ở Iraq.[20]
- Tháng 6 năm 2016, 51 nhà ngoại giao dùng Dissent Channel để chỉ trích Hoa Kỳ không can thiệp vào Nội chiến Syria và yêu cầu Hoa Kỳ tấn công hạn chế chế độ Assad, là bức điện phản bác có nhiều chữ ký nhất khi đó.[19][21]
- Tháng 1 năm 2017, 1.000 nhà ngoại giao cùng gửi một bức điện phản bác chỉ trích Sắc lệnh 13769 của Donald Trump cấm công dân bảy nước đa số Hồi giáo nhập cảnh, là bức điện phản bác có nhiều chữ ký nhất tới nay.[19][22]
- Tháng 7 năm 2017, một số quan chức Bộ Ngoại dùng Dissent Channel để cáo buộc Bộ trưởng Ngoại giao Rex Tillerson vi phạm luật liên bang (cụ thể là Luật Phòng, chống sử dụng lính trẻ em) khi không chỉ định Myanmar, Iraq và Afghanistan là các nước chiêu mộ, sử dụng hoặc tài trợ lính trẻ em. Một quốc gia bị chỉ định là sử dụng lính trẻ em bị cấm nhận "trợ giúp an ninh và giấy phép mua thiết bị quân sự" từ Hoa Kỳ, trừ phi được tổng thống miễn trừ.[23] Bức điện cho rằng quyết định không liệt ba nước trên vào danh sách sử dụng lính trẻ em làm tổn hại uy tín của Bộ Ngoại giao, gửi tín hiệu sai là nước ngoài không cần phải nỗ lực phòng, chống sử dụng lính trẻ em và báo hiệu Hoa Kỳ không quan tâm đến việc trừng phạt những nước có sai phạm.[23] Bức điện được công bố vào tháng 11 năm 2017.[23]
- Năm 2019, trước bối cảnh tinh thần và niềm tin và sự lãnh đạo của Bộ Ngoại giao lao dốc dưới thời Tổng thống Trump, một số luật sư của Bộ Ngoại giao dùng Dissent Channel để chỉ trích một thỏa thuận giữa chính quyền Hoa Kỳ và chính phủ Guatemala tuyên bố rằng Guatemala là một "quốc gia thứ ba an toàn" để tiếp nhận người di cư Trung Mỹ[24][25] là vi phạm luật tị nạn của Hoa Kỳ vì Guatemala có một trong những tỷ lệ bạo lực cao nhất trên thế giới.[25]
- Tháng 1 năm 2021, hai bức điện phản đối được đăng lên Dissent Channel nhằm chỉ trích hành động của Tổng thống Trump liên quan đến vụ bạo loạn tại Điện Capitol Hoa Kỳ 2021. Hai bức điện chỉ trích Bộ trưởng Ngoại giao Mike Pompeo đã “không đưa ra tuyên bố xác nhận rằng Biden trúng cử tổng thống trong cuộc bầu cử năm 2020” và lên án “tổng thống kích động bạo lực phiến loạn chống lại Hoa Kỳ.” Bức điện đầu tiên đặt câu hỏi về 'lệnh bịt miệng' của Bộ Ngoại giao cấm các nhà ngoại giao phát biểu công khai về vai trò của Tổng thống Trump trong vụ bạo loạn. Bức điện thứ hai đề nghị Pompeo ủng hộ việc thảo luận viện dẫn Tu chính án thứ 25 để bãi nhiệm Tổng thống Trump.[26][27][28]
- Ngày 13 tháng 7 năm 2021, đại sứ quán Hoa Kỳ tại Kabul gửi một bức điện phản đối cảnh báo Bộ trưởng Ngoại giao Antony Blinken rằng chính quyền Afghanistan có nguy cơ sụp đổ.[29] Taliban chiếm Kabul vào ngày 14 tháng 8 năm 2021.[30]

Nhà ngoại giao bày tỏ quan điểm bất đồng một cách xây dựng thông qua các kênh nội bộ (bao gồm Dissent Channel) có thể nhận Giải thưởng Phản biện Xây dựng từ Hiệp hội Ngoại giao Hoa Kỳ.

## Công bố điện báo phản bác
Dissent Channel là một cơ chế nội bộ và các bức điện phản bác không công bố ngay, mặc dù một số bức điện đôi khi bị rò rỉ. Một vài bức điện phản bác được chỉ định là nhạy cảm nhưng không được phân loại độ mật. Wayne Merry, nguyên là một nhà ngoại giao tại Nga đã gửi một bức điện phản bác vào năm 1994, yêu cầu một bản sao của bức điện của mình theo Luật Tự do thông tin vào năm 1999, nhưng bị Bộ Ngoại giao từ chối vào năm 2003 với lý do là (1) "việc công bố và lưu hành công khai các bức điện Dissent Channel, kể cả trong trường hợp của ông là cho người soạn thảo bức điện, sẽ làm cho nhân viên của Bộ Ngoại giao không muốn dùng Dissent Channel để tự do bày tỏ ý kiến" và (2) "bức điện Dissent Channel là một phần của quá trình thảo luận, có tính tiền quyết định nên được coi là thông tin nội bộ."
Đại học George Washington đã dùng Luật Tự do thông tin để yêu cầu cung cấp các bức điện phản bác. Bộ Ngoại giao ban đầu từ chối yêu cầu cung cấp các bức điện từ thập niên 1970 và 1980 theo Ngoại lệ 5 của Luật Tự do thông tin cho phép cơ quan từ chối cung cấp tài liệu "có tính tiền quyết định". Tuy nhiên, Luật Cải thiện Luật Tự do thông tin năm 2016 cấm cơ quan áp dụng Ngoại lệ 5 đối với tài liệu cũ hơn 25 năm và Bộ Ngoại giao bắt đầu cung cấp các bức điện cho Đại học George Washington. Năm 2018, Đại học George Washington công bố các bức điện phản bác cùng với phản hồi của những cán bộ Văn phòng Hoạch định chính sách, bao gồm Anthony Lake, Warren Christopher và Paul Wolfowitz.

## Cơ chế tương tự
Năm 2011, Cơ quan Phát triển Quốc tế Hoa Kỳ thiết lập Kênh trực tiếp để cho phép nhân viên bày tỏ bất đồng chính kiến. Khác với Dissent Channel, nhân viên nước ngoài và nhà thầu của Cơ quan Phát triển Quốc tế Hoa Kỳ có thể dùng Kênh trực tiếp. Một vài cơ quan liên bang về khoa học cũng có cơ chế kênh phản đối nội bộ, ví dụ như Hội đồng quản lý hạt nhân Hoa Kỳ (kênh phản đối nội bộ được thiết lập sau sự cố Three Mile Island), Bộ Năng lượng Hoa Kỳ (được thiết lập vào năm 2005), NASA (được thiết lập sau thảm họa tàu con thoi Columbia) và Trung tâm Đánh giá và Nghiên cứu dược phẩm của Cục quản lý Thực phẩm và Dược phẩm Hoa Kỳ (được thiết lập vào năm 2004, sửa đổi vào năm 2010).
Cơ quan Tình báo Trung ương có cơ chế "đội đỏ" gồm những sĩ quan tình báo và phân tích viên, có nhiệm vụ phản biện chính sách, lý luận, phân tích của Cộng đồng Tình báo Hoa Kỳ. Neal Katyal nhận xét rằng đội đỏ của Cơ quan Tình báo Trung ương có nhiều điểm tương đồng với Dissent Channel của Bộ Ngoại giao và cho rằng chính phủ liên bang cần thiết lập nhiều cơ chế kiểm soát nội bộ hơn để thể chế hóa hành vi phản bác.